# مصطفى الأوزناجي بن سليمان
مصطفى الأوزناجي بن سليمان هو باي المدية وحاكم بايلك التيطري ضمن أيالة الجزائر في العهد العثماني. امتد حكمه بين سنتي 1775 و1794 ليخلفه فيما بعد محمد بن فريرة.